# Осикове (Бердичівський район)
Оси́кове — село в Україні, у Бердичівському районі Житомирської області. Населення становить 766 осіб.

## Географія
Селом пролягає автошлях М21.

## Історія
27 червня 1969 року, відповідно до рішення Житомирського облвиконкому № 313 «Про зміни в адміністративно-територіальному поділі», приєднано хутір Борисівка.
18 березня 2010 року Житомирська обласна рада ухвалила рішення «Про внесення змін в адміністративно-територіальний устрій Житомирської області», яким, зокрема, була уточнена назва села на Осиково. Проте Верховна Рада відмовилася перейменовувати село — проєкт постанови не набрав достатньої кількості голосів.

## Населення
Згідно з переписом УРСР 1989 року чисельність наявного населення села становила 1009 осіб, з яких 481 чоловік та 528 жінок.
За переписом населення України 2001 року в селі мешкала 761 особа.

### Мова
Розподіл населення за рідною мовою за даними перепису 2001 року:
| Мова       | Відсоток |
| ---------- | -------- |
| українська | 98,69 %  |
| російська  | 1,04 %   |
| інші       | 0,27 %   |